# Stary Rzędków
Stary Rzędków [pronunciación en polaco: /ˈstarɨ ˈʐɛntkuf/] es un pueblo en el distrito administrativo de Gmina Nowy Kawęczyn, dentro del condado de Skierniewice, voivodato de Łódź, en el centro de Polonia.  Se encuentra aproximadamente 6 kilómetros al oeste de Nowy Kawęczyn, 9 kilómetros al sur de Skierniewice, y 50 kilómetros al este de la capital regional, Łódź.